# Si c'était à refaire
Si c'était à refaire is een Franse dramafilm uit 1976 onder regie van Claude Lelouch. Destijds werd de film uitgebracht onder de titel Als ik het nog eens over kon doen.

## Verhaal
Catherine Berger heeft een 15-jarige celstraf uitgezeten wegens medeplichtigheid bij de moord op haar werkgever. Tijdens haar verblijf in de gevangenis is ze bevallen van een zoontje. Nu wil ze een nieuw leven opbouwen.

## Rolverdeling
| Acteur                | Personage         |
| --------------------- | ----------------- |
| Catherine Deneuve     | Catherine Berger  |
| Anouk Aimée           | Sarah Gordon      |
| Charles Denner        | Advocaat          |
| Francis Huster        | Patrick           |
| Colette Baudot        | Lucienne Lanot    |
| Jean-Jacques Briot    | Simon Berger      |
| Jean-Pierre Kalfon    | Juwelier          |
| Valérie Lagrange      |                   |
| Manuella Papatakis    | Dochter van Sarah |
| Georges Staquet       |                   |
| Jacques Villeret      | Vastgoedmakelaar  |
| Niels Arestrup        | Henri Lanot       |
| Albina du Boisrouvray |                   |
| Paul Bellaiche        |                   |
| Richard Caron         |                   |